# Eois insolita
Eois insolita är en fjärilsart som beskrevs av Paul Dognin 1913. Eois insolita ingår i släktet Eois och familjen mätare. Inga underarter finns listade i Catalogue of Life.